# Простой множитель

Это изображение демонстрирует нахождение простых множителей числа 864. Сокращённый способ написания — 2^{5} × 3^{3}

В теории чисел, простые множители (простые делители) положительного целого числа — это простые числа, которые делят это число нацело (без остатка). Выделить простые множители положительного целого числа означает перечислить эти простые множители вместе с их кратностями. Процесс определения простых множителей называется факторизацией целых чисел. Основная теорема арифметики утверждает, что любое натуральное число можно представить в виде единственного (с точностью до порядка следования) произведения простых множителей.
Чтобы сократить выражение, простые множители часто представляются в виде степеней простых чисел (кратностей). Например
{\displaystyle 360=2\times 2\times 2\times 3\times 3\times 5=2^{3}\times 3^{2}\times 5}
в котором множители 2, 3 и 5 имеют кратности 3, 2 и 1, соответственно.
Для простого множителя р числа n кратность числа p — это наибольший из показателей степени а, для которых ра делит n нацело.
Для положительного целого числа n, количество простых множителей n и сумма простых множителей n (без учёта кратности) — это примеры арифметических функций из n (аддитивных арифметических функций).

## Полный квадрат
Квадрат числа имеет то свойство, что все его простые множители имеют чётные кратности. Например, число 144 (квадрат 12) имеет простые множители
{\displaystyle 144=2\times 2\times 2\times 2\times 3\times 3=2^{4}\times 3^{2}.}
В более понятной форме:
{\displaystyle 144=2\times 2\times 2\times 2\times 3\times 3=(2\times 2\times 3)\times (2\times 2\times 3)=(2\times 2\times 3)^{2}=(12)^{2}.}
Поскольку каждый простой множитель присутствует здесь чётное число раз, исходное число можно представить в виде квадрата некоторого числа. Таким же образом, куб числа — это число, у которого кратности простых множителей делятся на три, и так далее.

## Взаимно простые числа
Положительные целые числа, не имеющие общих простых множителей, называются взаимно простыми. Два целых числа a и b можно назвать взаимно простыми, если их наибольший общий делитель НОД(a, b) = 1. Если для двух целых чисел неизвестны их простые множители, то для определения того, являются ли они взаимно простыми, используется алгоритм Евклида; алгоритм выполняется за полиномиальное время по количеству цифр.
Целое число 1 является взаимно простым для любого положительного целого числа, включая само себя. Иными словами, число 1 не имеет простых множителей, оно — empty product. Это означает, что НОД(1, b) = 1 для любого b ≥ 1.

## Криптографические приложения
Определение простых множителей числа — это пример задачи, которая часто используется для обеспечения криптографической защиты в системах шифрования. Предполагается, что эта задача требует супер-полиномиального времени по количеству цифр. Это значит, что относительно легко сконструировать задачу, решение которой заняло бы больше времени, чем известный возраст Вселенной при текущем развитии компьютеров и с помощью современных алгоритмов.

## Функции Омега
Функция ω(n) (омега) представляет собой число различных простых множителей n, в то время как функция Ω(n) (большая Омега) представляет собой число простых множителей n, пересчитанное с учётом кратности. Если
{\displaystyle n=\prod _{i=1}^{\omega (n)}p_{i}^{\alpha _{i}},}
тогда
{\displaystyle \Omega (n)=\sum _{i=1}^{\omega (n)}\alpha _{i}.}
Например, 24 = 23 × 31, Так что ω(24) = 2 и Ω(24) = 3 + 1 = 4.
- ω(n) для n = 1, 2, 3, … соответственно 0, 1, 1, 1, 1, 2, 1, 1, 1, … — последовательность A001221 в OEIS.
- Ω(n) для n = 1, 2, 3, … соответственно 0, 1, 1, 2, 1, 2, 1, 3, 2, … — последовательность A001222 в OEIS.